# Filip Dikmen
Filip Dikmen, född 14 augusti 1996 i Landskrona, är en svensk komiker och influerare.

## Biografi
Dikmen, som har assyrisk/syriansk bakgrund, växte upp i Landskrona. Han har studerat vid juristprogrammet på Handelshögskolan i Göteborg. För att hantera stressen under skoltiden började han göra sketcher på Instagram som drev med fördomar om invandrare. Figurerna Chantelle och Suleyman blev återkommande och kontot växte snabbt med hundratusentals följare. Dikmen sökte till Idol 2014 med rollfiguren Suleyman och sjöng upp för juryn utan att komma med.
År 2018 vann han i kategorin Årets Instagram på Guldtuben. Samma år gjorde han också en egen serie på SVT, Suleyman söker svar. När Medieakademins Maktbarometer släpptes 2018 noterades att Filip Dikmen hade klättrat 159 platser och var 31:a mäktigast på sociala medier. Återkommande har Dikmen sedan dess placerat sig i toppskiktet av Maktbarometern, och när den 2022 även inkluderade Tiktok, hamnade han på plats 9.
Dikmen har 2019 programlett matserien Mataam på Viafree och 2020 var han, jämte Zeina Mourtada och Mark Levengood, julvärd i Spotifys julkalenderpodd.
Dikmen kom på andra plats i dansprogrammet Let's Dance 2022 som sändes i TV4.

## Medverkan i TV (urval)
- 2022 – IFS – invandrare för svenskar (TV-serie)
- 2023 – Jeopardy! (TV-serie)
- 2023 – Flykten till Östermalm (TV-serie)
- 2023 – Smartare än en femteklassare (TV-serie) (duellant mot Kaeli Abdi)
- 2024 – Komiker utan gränser (TV-serie)
- 2024 – Förrädarna (TV-serie)